# Paragripopteryx blanda
Paragripopteryx blanda är en bäcksländeart som beskrevs av Froehlich 1969. Paragripopteryx blanda ingår i släktet Paragripopteryx och familjen Gripopterygidae. Inga underarter finns listade i Catalogue of Life.